# Mornaričko pješaštvo
Mornaričko pješaštvo (marinci) amfibijski rod specijaliziran za desante na obalu s brodova. 
Često se povezuju s američkim marincima. Najveću primjenu imali su u Drugom svjetskom ratu na pacifičkom bojištu, gdje su marinci osvojili najviše otoka i imali najviše ljudskih gubitaka. Najveća bitka tada bila je bitka na Iwo Jimi.

## Poveznice
- Korpus mornaričkog pješaštva SAD-a
- pješaštvo

## Vanjske poveznice
- Američki Marinci, službena stranica